# Muzaffargarh
Muzaffargarh (Panjabi, Urdu مظفر گڑھ) ist eine Stadt im Südwesten der Provinz Punjab in Pakistan mit ca. 210.000 Einwohnern (Stand 2017). Muzaffargarh ist seit 1648 Hauptort des gleichnamigen Distrikts. Sie liegt zwischen den Flüssen Chenab und Indus. Die Distrikte von Multan und Khanewal liegen östlich. Die nächste große Stadt ist Multan. Muzaffargarh wurde im 16. Jahrhundert gegründet.
Die Gegend ist für ihre Mangos und Nüsse bekannt.